# Cosigüina
Le Cosigüina est un volcan du Nicaragua qui ferme au sud le golfe de Fonseca.
En 1835, une des plus violentes éruptions historiques (avec celles du Tambora, du Krakatoa et du mont Katmai) a décapité le volcan, ramenant son altitude (estimée à 2 300 mètres avant l'éruption) à seulement 872 mètres.